# Батраков, Юрий Васильевич
Юрий Васильевич Батраков (6 мая 1926 — 22 мая 2013) — советский и российский астроном.

## Биография
Родился в Ташкенте, в 1950 году окончил Ленинградский университет, после чего аспирантуру в этом же университете. После окончания аспирантуры в 1953—1955 годы работал в Механическом институте в Ленинграде, с 1955 года — в Институте теоретической астрономии АН СССР (с 1967 года — заместитель директора по научной работе, с 1978 года — профессор). С 1998 года — главный научный сотрудник ИПА РАН.
Основные труды в области небесной механики. Нашёл (1955) периодические решения пространственной ограниченной круговой задачи трёх тел с движущимся узлом. Установил (1957) существование положений относительного равновесия (точек либрации) для спутников эллипсоидальной планеты, в эти точки теперь помещаются геостационарные ИСЗ; обнаружил (1958) существование несимметричности распределения больших полуосей астероидов относительно соизмеримостей: на внутренней стороне соизмеримости в среднем больше астероидов, чем на внешней. Построил (1959, совместно с В. Ф. Проскуриным) первую в СССР аналитическую теорию движения ИСЗ. Разработал метод определения орбит ИСЗ из оптических наблюдений с ошибками времени (1960) и метод определения гравитационного поля Земли по движению резонансных ИСЗ (1963). Построил (1974—1980) новый класс соприкасающихся промежуточных орбит для изучения возмущенного движения в случае сближений малого тела с большими планетами. Показал (1974, совместно с А. С. Барановым), что динамическое трение в звёздных скоплениях приводит к накапливанию массивных звезд в окрестности центра скопления, если скопление не вращается, и в окрестности плоскости экватора скопления, если оно вращается. Разработал (1981—1982) методику построения эфемерид небесных тел, основанную на использовании чебышёвских сплайнов. Предложил (1984) метод определения окончательных орбит небесных тел, в котором вместо исходных наблюдений используются орбиты, полученные в отдельных появлениях.
Был ответственным редактором ежегодного сборника «Эфемериды малых планет». С 1980 возглавлял рабочую группу «Динамика малых планет и комет» секции «Небесная механика» Астрономического совета АН СССР.
Заслуженный деятель науки РСФСР (1987). В его честь назван астероид № 2702 — Batrakov.